# Ярослав (Ґабро)
Ярослав Ґа́бро (нар. 31 липня 1919, Чикаго, Іллінойс, США — 28 березня 1980, Чикаго) — перший український єпископ Чиказької єпархії Української греко-католицької церкви (1961–1980).

## Життєпис
Ярослав Ґабро народився в місті Чикаго, штат Іллінойс, 31 липня 1919 року в сім'ї Івана і Катерини з роду Тимуш.
Після закінчення середньої школи в Чикаго Ярослав навчався в колегії св. Прокопія в місті Лайл, згодом у духовній семінарії св. Василія Великого у Стемфорді, а відтак у колегії св. Йосафата в Вашігтон, Д. К. Ієрейські свячення отримав з рук митрополита Костянтина Богачевського 27 вересня 1945 року у Філадельфії. Здійснював душпастирське служіння в українських парафіях у штатах Пенсільванія, Міссурі, Мічиган і Нью-Джерсі. У липні 1949 року призначений парохом парафії Успіння Пресвятої Богородиці в Перт-Амбої, де збудував нову церкву, парафіяльний дім і парафіяльну школу. У 1958 році призначений деканом Нью-Джерсі і в тому ж році Папа Пій XII підніс його до гідності папського шамбеляна (камергера).
14 липня 1961 року папа Римський Іван XXIII створив Чиказьку єпархію УГКЦ. 12 грудня 1961 року єпископ Ярослав був поставлений
врочисто на престіл Чікаґської Свято-Миколаївської Епархії її першим правлячим єпископом. Єпископська хіротонія відбулася 26 жовтня 1961 року в кафедральному соборі Непорочного Зачаття у Філадельфії. Головним святителем був митрополит Амвросій Сенишин, а співсвятителями — єпископи Ісидор Борецький та Йосиф Шмондюк.
Єпископ Ярослав Ґабро був учасником II Ватиканського собору.
Помер єпископ Ярослав Ґабро 28 березня 1980 року, після короткотривалої важкої хвороби, у Чикаго.